# Psychoedukace
Psychoedukace je proces, který má přivést pacienta a jeho okolí k porozumění projevům duševní poruchy a jejich souvislostem. Člověk s duševní poruchou se učí porozumět tomu, jak a proč příznaky vznikly, jak spolu mezi sebou v tzv. bludném kruhu souvisejí a jaké mají důsledky, které se často stávají i udržovacími faktory.

## Příklad
Terapeut může říct např. toto:
"Z toho, co jste mi řekl, se mi zdá, že trpíte obsedantně kompulzivní poruchou. Pro tuto poruchu je typické, že člověk si více než obvyklým způsobem všímá nepříjemných myšlenek a dělá si kvůli nim velké starosti. U vás se tyto myšlenky týkají bacilů a obav, že byste mohl bacily přenést na další členy rodiny. Víte sice, že je to nepravděpodobné, ale nechcete riskovat, když existuje způsob, jak tomu zabránit. Proto jste se začal sám hodně umývat a umývat věci, které přinesete zvenčí, například nákup. Také jste se přestal dotýkat i svých dětí, začal si umývat ruce celou hodinu a vyhýbat se všemu, co by podle vás mohlo být nějak spojeno s ušpiněním. Bohužel, každé z těchto opatření vás uspokojilo vždy jen na chvíli, takže v průběhu času se vaše problémy zhoršily." 